# Naphtali Herz Wessely
Naphtali Herz Wessely (Wesel) (ur. 9 grudnia 1725 w Hamburgu, zm. 28 lutego 1805 tamże) – niemiecki filolog, tłumacz i poeta żydowskiego pochodzenia.
Wessely zajmował się egzegetyką biblijną, był też propagatorem i działaczem ruchu Haskala – żydowskiego nurtu oświeceniowego ulegającego wpływom niemieckim. Tłumaczył religijne księgi judaizmu, był też autorem prac filologicznych o języku hebrajskim.